# Pascalův zákon

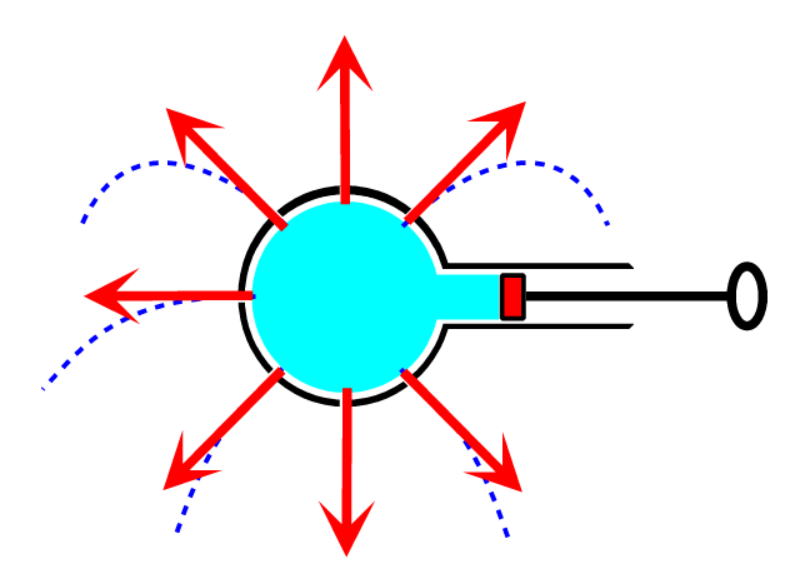
Demonstrace Pascalova zákona pomocí "Pascalova ježka". Ze všech otvorů tryská voda stejnou rychlostí.

Pascalův zákon je jedním ze základních zákonů platících pro tekutiny (kapaliny a plyny). Týká se přenosu tlaku v tekutinách. Zákon zní:
Tlak vyvolaný vnější silou působící na povrch tekutiny v uzavřené nádobě je ve všech místech tekutiny stejný.

Jev objevil a zákon definoval francouzský matematik a fyzik Blaise Pascal. V roce 1653 Pascal pracoval na své matematické a fyzikální práci "Pojednání o rovnováze kapalin", v níž objasnil zákon o přenosu tlaku v kapalinách. Vzhledem k významnosti jeho fyzikálních objevů a prací, byla jednotka tlaku pojmenována jeho jménem Pascal. Tlak v tekutinách vyvolaný vnější silou působí nejen na dno a stěny nádoby, ale i na všechna tělesa uvnitř tekutiny.

## Srovnání s distribucí tlaku v tuhých tělesech
Přenos tlaku v tekutinách je výrazně jiný než u tuhých těles, u kterých se tlak přenáší výhradně ve směru tlakové síly. Je-li vyvíjena tlaková síla kolmo na horní podstavu tuhého tělesa, příkladně kvádru postaveného na podložce, tlak se přenese jen na dolní podstavu, to znamená na podložku. Boční stěny kvádru nejsou přenášeným tlakem vůbec ovlivněny.  

## Celkový tlak v kapalině
Je-li tekutina (např. kapalina) v gravitačním poli Země, nachází se pod hladinou i hydrostatický tlak, který není ve všech místech tekutiny stejný. Pascalův zákon řeší distribuci tlaku způsobeného vnější sílou. Ta může mít formu tlakové síly působící na píst, ale může ji způsobovat i atmosférický tlak. Výsledný tlak pc působící v kapalině je potom součtem tlaku atmosférického pa a tlaku hydrostatického ph. 
{\displaystyle p_{c}=p_{a}+p_{h}}
Ilustrace pomocí "Pascalova ježka" ukazuje, že při vyvinutí vnější tlakové síly na píst, začne z otvorů tryskat kapalina všemi směry stejně intenzivně. Vektory rychlosti vody jsou při opouštění ježka stejně velké, což dokazuje platnost Pascalova zákona. Proud kapaliny je ale ovlivněn gravitačním polem Země a tak směry a velikosti rychlostí jsou tímto polem také výrazně ovlivněny. Ideální demonstrace Pascalova zákona by byla možná ve stavu beztíže.
Působením vnější síly na kapalinu vzroste tlak ve všech místech stejně, ale rozdíly dané odlišnými hodnotami hydrostatického tlaku zůstanou. Pascalův zákon potom může být vyjádřen rovnicí:
{\displaystyle p_{2}-p_{1}=-\rho g(h_{2}-h_{1})\,}
kde {\displaystyle h_{1}} a {\displaystyle h_{2}} jsou dvě rozdílné výšky kapaliny, {\displaystyle \rho } je hustota kapaliny a {\displaystyle g} je tíhové zrychlení. Pascalův zákon je možné považovat za statický limit Bernoulliho rovnice. Pro ideální kapalinu platí vztah přesně. Reálné kapaliny nejsou zcela nestlačitelné a změny tlaku se v nich šíří konečnou rychlostí.

## Uplatnění v technické praxi
Pascalův zákon je základním principem práce hydraulických a pneumatických zařízení. 
Hydraulická zařízení využívají přenosu tlakové síly a tím i tlaku od jednoho pístu k druhému. Písty jsou spojeny společnou nádobou s kapalinou přenášející tlak. Velikostí pístu se dá ovlivnit i velikost tlakové síly. Relativně malou silou působící na plošně menší píst, je vyvinuta (díky stejném tlaku v celé kapalině) významně větší velikost síly na plošně větším pístu. Tak lze lehce zvednou nebo nadzvednout těžká tělesa, např. automobil. Ruční hydraulický zvedák (někdy označován jako hever) má standardně ve výbavě každý automobil. Při výměně kola může být tak automobil nadzvednut pouze s využitím síly lidských paží. Běžné malé ruční hydraulické zvedáky (jako součást výbavy automobilů) zvedají typicky až 2 tuny.
Hydraulická zařízení, kdy tlakovou sílu přenáší kapalina (většinou olej), mohou mít technické provedení jako hydraulické lisy, hydraulické zvedáky, brzdy automobilů, hydraulické ovládání přístrojů nebo hydraulické prvky stavebních strojů.
U pneumatických zařízení je médiem přenášejícím tlakovou sílu stlačený vzduch. Technickými aplikacemi mohou být pneumatické buchary, kladiva nebo vrtačky. Tímto způsobem může být řešeno také otevírání dveří u autobusů nebo vlaku, charakteristickým zvukem pro činnosti je syčení. Pneumatický systém je také částečně principem vlakových brzd. Pneumatické mechanismy pracují principiálně stejně jako hydraulické, pracují ale rychleji, jsou levnější a méně hmotné, protože přenosovým médiem je místo kapaliny vzduch. Jejich prvky mohou být vyráběny s menší výrobní přesností, což mechanismy zlevňuje. Pokud je však potřeba vyvinout významnou pracovní sílu (stavební stroje), jsou vhodnější systémy hydraulické.   